# Киевское авиационное научно-техническое общество
Авиационное научно-техническое общество в Киеве (АНТО) существовало в 1923—1927 (или 1926) годах при Киевском политехническом институте.
С 1905 года при КПИ существовала воздухоплавательная секция механического кружка, организованная профессором Н. Артемьевым, учеником Н. Е. Жуковского. В 1908 году секция выделилась в самостоятельный кружок, руководителем которого стал математик и энтузиаст воздухоплавания Н. Делоне. Позже Делоне организовал первое на юге России научное объединение по авиации — Киевское воздухоплавательное общество (КВО). Членами кружка и КВО были студенты КПИ, известные профессора, инженеры и конструкторы. Среди студентов был и будущий знаменитый авиатор и авиаконструктор И. Сикорский, многие другие студенты тоже стали известными деятелями авиации. Кружок вёл как теоретическую, так и практическую работу — его члены готовили рефераты и доклады по авиации, посещали лекции  КПИ и Университете св. Владимира, строили модели планеров. В 1911 году КВО организовало  выставку, на которой главным экспонатом был моноплан Сикорского, уже осуществивший первые пробные полёты.
После  начала Первой мировой войны кружок закрылся, так как большинство его членов были призваны в авиачасти.
Работа авиакружка возобновилась в 1922 году, а в 1923 году он был преобразован в научно-техническое общество. Кроме КПИ, организациями — членами общества были авиазавод, подразделения авиационных и воздухоплавательных воинских частей, губернский отдел Общества авиации и воздухоплавания Украины и Крыма (ОАВУК), авианавигационная станция. Общество занималось постройкой и испытаниями планеров и маломощных самолётов, в 1923—25 годах издавало журнал «Авиация и воздухоплавание». Благодаря деятельности общества в 1933 году был образован Киевский авиационный институт. В работе АНТО участвовали ректор КПИ и первый директор авиазавода В. Ф. Бобров, будущий конструктор ракетно-космической техники С. П. Королёв, Н. Б. Делоне, дирижаблестроитель Ф. Ф. Андерс, авиаконструктор К. А. Калинин